# Гравітоліт Гребенникова
Гравітоліт Гребенникова (Платформа Гребенникова)  - гіпотетична наукова розробка платформи що може літати використовуючи 
антигравітацію, деякими дослідниками вважається науковою містифікацією. Платформа гравітолета розроблена досить відомим ентомологом, агроекологом
винахідником Гребенниковим Віктором Степановичем що народився в місті Сімферополь, але більшість життя прожив в місті Новосибірськ .

## Загальна характеристика
Платформа розроблена близько 1988 року і описана у першоквітневому номері журналу «Техніка — молоді» (1993-04, сторінка 44)
.Факт розробки не викликає сумнівів, але здатність платформи літати викликає невизнання вчених 
аеронавтів.
І якщо досягнення Віктора Степановича в галузях ентомології, агроекології є науково визнаним фактом, то його технічні розробки в аеронавтиці викликають скепсис науковців спеціалістів в даній галузі. 
Зі слів Гребенникова його гравітоліт для польоту використовував антигравітацію що виникала від підкрилками одного із видів жуків, дослідник називав цей ефект порожнинних структур, скорочено ЕРС. Але дослідник так і не розкрив таємницю підкрилки яких саме жуків створюють антигравітацію, також в його працях не була описана фізична природа ефекту ЕПС. Відомо що гравітоліт був виготовлений дослідником з підручних матеріалів в кустарних умовах .
Доказів польотів гравітолету знайти не вдалося, окрім одного фото, на якому гравітолет летить приблизно в метрі над землею, слідів фото монтажу на фото поки що виявлено. 
Після смерті дослідника в 2001 році не вдалося знайти діючих моделей його гравілета, як і розгадати таємниць двигуна на якому працював гравітолет.
Дослідники намагаються повторити гравітолет Гребеннікова, проте діючого зразку офіційно не виявлено. Як правило зразки що видаються за гравітолет Гребеннікова літають на принципах електромагнетизму отримуючи електроенергію по електропроводу. 

## Припущення про шкідливість платформи
Існує припущення що через досліди з гравітолетом через буцімто шкідливе випромінювання здоров'я дослідника швидко погіршилося, проте це навряд че відповідає дійсності так як після початку дослідів і польотів на гравітолеті дослідник прожив ще більше 10 років доживши до 73 років. І це після того як дослідник провів 6 років в найжорсткіших лагерях ГУЛАГу, дослідник залишив чисельні мемуари про жахи що пережив відбуваючи покарання. Не виключено що відбувалися банальні авіапригоди підчас випробувань гравітоліта в польоті. В спогадах дослідника є згадки про поломки гравітоліта. Дослідник дуже болісно переживав науковий скепсис щодо його винаходу. 

## Гіпотеза про справжність гравітоліта
Гіпотеза про справжність гравітолета 
 ґрунтується на фото польоту гравітолета. Також деякі дослідники висувають припущення про використання гравітопланом 
ефекту Казиміра, який досліджується вченими і справді може викликати деяку мінімальну тягу. Але покищо експерименти з цим ефектом надають таку слабку тягу що її навіть дуже важко виміряти, не кажучи про практичне застосування цього ефекту. 

## Гіпотеза про містифікацію
Вчені аеронавти дуже скептично оцінюють можливість літати моделі гравітоплану Гребенникова. Платформа жодним чином не має ознак діючого літаючого апарату, конструкція кустарна та дуже легка, побудована з дерев'яних брусків що скріплені металевими шинами з гвинтами, має кілька імпровізованих важелів і один датчик. Викликає сумніви здатність конструкції витримувати польотні перевантаження. 
В свої книзі Гребенников стверджує що розганяв апарат до надзвукової швидкості в 1200 км за годину. 